# 7 (EP de Lil Nas X)
7 é o extended play (EP) de estreia do rapper e cantor norte-americano Lil Nas X. Seu lançamento ocorreu em 21 de junho de 2019, por intermédio da Columbia Records. Precedido pelas canções "Old Town Road" e "Panini", contém a participação de Billy Ray Cyrus e Cardi B. 

## Lista de faixas
| Lado A         |                                               | |                                                                   |         |  |
| N.º            | Título                                        | Compositor(es)                                                                                        | Produtor(es)                                                      | Duração |  |
| 1.             | "Old Town Road (Remix)" (com Billy Ray Cyrus) | Montero Lamar Hill, Michael Trent Reznor[c], Atticus Matthew Ross[c], Billy Ray Cyrus, Jocelyn Donald | YoungKio, Ross, Reznor                                            | 2:37    |  |
| 2.             | "Panini"                                      | Hill, Denzel Baptiste, David Biral, Oladipo Omishore, Kurt Cobain[d]                                  | Take a Daytrip, Dot da Genius[a]                                  | 1:55    |  |
| 3.             | "F9mily (You & Me)"                           | Hill, Travis Barker                                                                                   | Barker                                                            | 2:43    |  |
| 4.             | "Kick It"                                     | Hill, Andre Carnell Robertson, Darien Anthony Bankhead, Yinka Bankole                                 | Hill, Bizness Boi, Fwdslxsh, Alone In A Boy Band, Thomas Cullison | 2:22    |  |
| 5.             | "Rodeo" (com Cardi B)                         | Hill, Belcalis Almanzar, Biral                                                                        | Take a Daytrip Lenzo, Chell                                       | 2:39    |  |
| 6.             | "Bring U Down"                                | Hill, Ryan Tedder, Zach Skelton                                                                       | Tedder, Skelton                                                   | 2:12    |  |
| 7.             | "C7osure (You Like)"                          | Hill, Allen Ritter, Matthew Jehu Samuels                                                              | Boi-1da, Ritter, Abaz[b], X-Plosive[b], Jahaan Sweet[b]           | 1:53    |  |
| 8.             | "Old Town Road"                               | Hill, Ross[c], Reznor[c]                                                                              | Youngkio, Ross, Reznor                                            | 1:53    |  |
| Duração total: | Duração total:                                | Duração total:                                                                                        | Duração total:                                                    | 18:44   |  |

## Certificações
| País (Empresa)             | Certificação |
| -------------------------- | ------------ |
| Brasil (Pro-Música Brasil) | 3× Platina   |
| Estados Unidos (RIAA)      | Platina      |
| Noruega (IFPI Norway)      | Platina      |